# Klisa (Velike)
Klisa (1910 és 1981 között Klisa Požeška) falu Horvátországban, Pozsega-Szlavónia megyében. Közigazgatásilag Velikéhez tartozik.

## Fekvése
Pozsegától légvonalban 16, közúton 18 km-re északnyugatra, községközpontjától légvonalban 9, közúton 17 km-re nyugatra, a Papuk-hegység déli lejtőin fekszik.

## Története
Klisa település a középkorban még nem létezett, viszont a közvetlen közelében feküdt Bokolya, vagy más néven Bokolyavásár városa. Középkori Szent Margitnak szentelt templomának romjai még 1702-ben is látszottak. Bokolya első írásos említése IV. Béla magyar király 1250-ben kelt, a Zsadány nembeli Ivánkának kiadott adománylevelében „Bakalha” alakban történt. Ezt az adományozást egy 1266-os oklevele is megerősíti. A templomot 1333-ban említi a pápai tizedjegyzék. 1435-ben „Poss. seu opp. Bakolya”, illetve „Bokolyawasar”, 1455-ben „Poss. Bokolya”, 1470-ben „Bokole” néven említik. Velike várának uradalmához tartozott. 1435-ben 26 jobbágytelke volt, vásártartási joggal is rendelkezett. Feltehetően az 1532-es hadjárat során pusztította el a török. 
A török uralom idején Boszniából érkezett pravoszláv szerbek települtek ide megalapítva a mai települést. 1698-ban „Dedina Kliza” néven 2 portával szerepel a török uralom alól felszabadított szlavóniai települések összeírásában. Az első katonai felmérés térképén „Dorf Klissa” néven látható. Lipszky János 1808-ban Budán kiadott repertóriumában „Klisza” néven szerepel. Nagy Lajos 1829-ben kiadott művében „Klisza” néven 6 házzal és 54 ortodox vallású lakossal találjuk.
1857-ben 33, 1910-ben 74 lakosa volt. 1910-ben a népszámlálás adatai teljes lakossága szerb anyanyelvű volt. Pozsega vármegye Pozsegai járásának része volt. Az első világháború után 1918-ban az új szerb-horvát-szlovén állam, majd később (1929-ben) Jugoszlávia része lett. 1991-ben lakossága szerb nemzetiségű volt. 2001-ben már nem volt állandó lakosa.

## Lakossága
| Lakosság változása | Lakosság változása | Lakosság változása | Lakosság változása | Lakosság változása | Lakosság változása | Lakosság változása | Lakosság változása | Lakosság változása | Lakosság változása | Lakosság változása | Lakosság változása | Lakosság változása | Lakosság változása | Lakosság változása | Lakosság változása |
| ------------------ | ------------------ | ------------------ | ------------------ | ------------------ | ------------------ | ------------------ | ------------------ | ------------------ | ------------------ | ------------------ | ------------------ | ------------------ | ------------------ | ------------------ | ------------------ |
| 1857               | 1869               | 1880               | 1890               | 1900               | 1910               | 1921               | 1931               | 1948               | 1953               | 1961               | 1971               | 1981               | 1991               | 2001               | 2011               |
| 33                 | 39                 | 37                 | 50                 | 72                 | 74                 | 137                | 71                 | 57                 | 60                 | 46                 | 29                 | 11                 | 13                 | 0                  | 0                  |